# Stojanka Aleksić
Stojanka Aleksić rođena je u Bačini 4. decembra 1934. godine. Diplomirala na Medicinskom fakultetu u Beogradu 1960. Specijalizaciju iz mikrobiologije položila u VMA 1965. U Higijenskom institutu u Hamburgu zaposlila se 1970. godine. Nagradu R. O. Neuman za naučne radove publikovane u Nemačkoj dobila je 1972.1974. stekla je diplomu specijaliste za rad u Nemačkoj. 1982. odbranila je habilitacioni rad i stekla docenturu za predmet mikrobiologija na Univerzitetu u Hamburgu. 1992. stekla je diplomu profesora za Hamburški univerzitet. Od 1978 do danas je šef Nacionalnog centra za dijagnostiku i ispitivanje uzročnika crevnih oboljenja i opstu mikrobiologiju Savezne republike Nemačke.
U toku svih ovih godina a naročito u toku agresije na Jugoslaviju pokazala je izuzetno veliku aktivnost; u humanitarnim organizacijama i dopremala u našu zemlju lekove, hranu i opremu za bolničke ustanove, a to i danas čini.
Njene veze i saradnja sa Jugoslavijom nisu prestajala sve vreme blokade Jugoslavije a naročito u toku agresije 1999. Aktivnost u ovoj oblasti može da se podeli u 4 grupe.
1. U njenim laboratorijama u Higijenskom institutu u Hamburgu bilo je na specijalizaciji preko 30 lekara iz Srbije i Jugoslavije, a organizovala je i 10 stručnih seminara za Jugoslovensko mikrobiološko društvo.
2. Sarađivala uspešno u časopisu "Glasnik" Zavoda za zaštitu zdravlja Srbije i za ovaj časopis uspostavila saradnju sa još 12 međunarodnih časopisa. Slala i dopremala stručnu literatuturu iz svoje oblasti za naše odgovarajuće ustanove.
3. Radila na uspostavljanju kontakata sa onima koji su se bavili proučavanjem SIDE /HIV-а/ i sifilisa.
4. U toku poslednjih godina a naročito za vreme agresije na Jugoslaviju 1999., nabavljala, kupovala i dopremala u našu zemlju hranu, lekove i neophodne aparate za laboratorije i bolnice kao članica dobrotvornih humanitarnih akcija.[3]

## Naučna i pedagoška aktivnost
Dr. Stojanka Aleksić je u toku svog dosadašnjeg naučno-istraživačkog i stručnog rada objavila 216 radova u jugoslovenskim, nemačkim i drugim inostranim časopisima. Bila je mentor u izradi 10 doktorskih disertacija i komentor u 2. Izradila je 14 stručnih elaborata čiji su naslovi navedeni. U 5 knjiga pisala je poglavlja o enterobakterijama i koautor u dva udžbenika. Dala je veliki doprinos usavršavanju dijagnostičkih postupaka crevnih uzročnika bolesti naročito Salmonella i Yersinia i ispitivanju njihovih morfoloških, imunoloških, biohemijskih i molekularno-bioloških osobina. Ekspert je Svetske zdravstvene organizacije. Održala je preko 60 seminara u različitim gradovima Nemačke, Danske, Švedske, Švajcarske, Austrije, Bugarske, Japana, Indonezije, Hong-Konga, Australije i Jugoslavije. Koautor je u tri knjige. Od 1982. je član Podkomiteta za taksonomiju enterobakteriacea kao i Komisije za bakteriološku dijagnostiku crevnih infekcija. Dr. Stojanka Aleksić je u Nemačkoj i inostranoj naučnoj i stručnoj literaturi citirana 4-000 puta. Ovako veliki broj citata jednog autora u svetskoj literaturi je neoborivi dokaz značaja i vrednosti postignutih rezultata u savremenoj mikrobiološkoj nauci. Dat je spisak sa naslovima 21 rada u kojima su prilozi mikrobiološkoj nauci i epidemiološkoj praksi. Vrlo visoku ocenu naučnoistraživačkog rada Dr.  Stojanke Aleksić dala su u pismenoj formi najveća imena u mikrobiološkoj nauci kao što su prof. Dr. H. Karsch iz Vircburga, Dr. J. Heesema iz Minhena i prof. Dr. Bockemühla iz Hamburga.
Stojanka Aleksić je 2000 godine u centru za Radnu i okolinsku sredinu u Berlinu održala predavanje pod naslovom: Oekologische Folgen und gesundheitliche Schäden in der Zivilbevelkörung durch die 78-tagigen NATO Luftangriffen auf Jugoslawien". U veoma opširnom izlaganju ona je navela sve štete po ljudsko zdravlje izazvane ovim bombardovanjima.

## Radovi
- "Municija sa osiromašenim uranom 238, nova tehnologija za masovno uništenje ljudi, životinja i prirode" dokumentovano sa 13 fotopriloga
- Referat "Posledice sankcija i NATO agresije na zdravlje stanovništva u S. R. Jugoslaviji" referat održan na evropskom savetovanju međunarodnog tribunala o NATO -ratu protiv Jugoslavije. Održano 30. oktobra 1999. u Berlinu. Oekologische Folgen und gesundheitliehe Schaden der Zivilbevolkerung durch den NATO Krieg'" održan 1999. godine u Hamburgu. "Oekologische Folgen und desundheitliche Schaden in der Zivil- bevolkerung durch die 78 tagigen NATO Luftangriffen auf Jugoslawien". Značajno je i predavanje pod naslovom "Municija sa osiromašenim uranijumom 238: nova tehnologija za masovno uništenje ljudi, životinja i prirode"

Sva navedena predavanja održana su u toku 1999. godine i uspela su u značajnom delu da doprinesu pravim uzrocima agresije NATO e na Jugoslaviju.